# Mihaela Armășescu
Mihaela Armășescu (romanès: Mihaela Armăşescu)  (Tomșani, 3 de setembre de 1963) és una exremadora romanesa que va competir durant la dècada de 1980.
El 1984 va prendre part en els Jocs Olímpics de Los Angeles, on guanyà la medalla de plata en la prova del vuit amb timoner del programa de rem. Quatre anys més tard, als Jocs de Seül, revalidà la medalla de plata en la mateixa prova, alhora que guanyava una medalla de bronze en la prova del quatre amb timoner. En el seu palmarès també destaquen una medalla d'or i quatre de bronze al Campionat del món de rem.